# Emesis conformata
Emesis conformata är en fjärilsart som beskrevs av Hans Ferdinand Emil Julius Stichel 1929. Emesis conformata ingår i släktet Emesis och familjen Riodinidae. Inga underarter finns listade i Catalogue of Life.